# 의성여자중학교
의성여자중학교(義城女子中學校)는 대한민국 경상북도 의성군 의성읍 상리리에 있는 공립 중학교이다.

## 학교 연혁
- 1945년 3월 23일 : 의성 공립 실과 여학교 설립 인가
- 1945년 5월 6일 : 의성공립실과여학교
- 1945년 5월 6일 : 개교(본과생 72명, 강습과 50명)
- 1945년 11월 1일 : 초대 권태로 교장 취임
- 1946년 9월 1일 : 의성여자초급학교로 개편
- 1946년 9월 1일 : 의성 여자 초급 중학교 9학급 인가(전수과 1년제 실시)
- 1948년 9월 22일 : 의성읍 상리리 670번지 이전(현교사)
- 1952년 4월 1일 : 병설 의성여자고등학교 개교 및 3학급 편성
- 1952년 9월 1일 : 의성여자중학교로 교명 변경
- 1978년 3월 1일 : 의성여자고등학교 분리
- 1997년 3월 1일 : 특수 학급 설치(1학급)
- 2001년 10월 25일 : 교실 2실 증축 및 급식소 설치
- 2006년 8월 15일 : 국향관 개관
- 2010년 3월 1일 : 교과교실정책 연구학교 운영
- 2012년 3월 1일 : 선진형 교과교실제 운영
- 2014년 12월 23일 : 학사운영내실화 연구학교 운영
- 2015년 9월 1일 : 제37대 손장식 교장 취임
- 2017년 2월 16일 : 제71회 졸업식(69명, 계 13,759명)
- 2017년 3월 2일 : 입학식(입학생 53명)
- 2018년 2월 9일 : 제72회 졸업식(54명)
- 2018년 3월 2일 : 입학식(입학생 54명)
- 2019년 1월 4일 : 제73회 졸업식 (54명, 계 13,867명)
- 2019년 3월 4일 : 입학식(신입생 57명)
- 2019년 9월 1일 : 제 38대 김현인 교장 부임
- 2020년 1월 3일 : 제 74회 졸업식(53명, 계 13,920명)
- 2020년 3월 2일 : 입학식(신입생 64명)
- 2021년 1월 8일 : 제75회 졸업식 거행(50명, 계 13,970명)
- 2021년 3월 1일 : 제39대 장광수 교장 부임
- 2021년 3월 2일 : 입학식(신입생 45명)
- 2023년 1월 5일 : 제77회 졸업식(63명, 계 14,090명)
- 2023년 3월 2일 : 입학식(신입생 40명)
- 2023년 9월 1일 : 제41대 최재관 교장 부임

## 참고 자료
- 의성여자중학교 - 한국교육학술정보원 학교알리미